# Pierre Wachs
Pierre Wachs, né le 26 juillet 1957 à Amnéville (Moselle), est un dessinateur de bande dessinée français.

## Œuvre
- Vous oubliez votre cheval, texte Christian Bruel et Didier Jouault, éd. le Sourire qui mord, 1986
- L'Avant-garde du Rhin - 90 ans d'Histoire, scénario de Serge Saint-Michel, Éditions du Signe, 1988  (ISBN 2-87718-007-7)
- Les bonnes fortunes de Cobalt Milos, scénario de Bernard Sadoun, Coprur, 1990  (ISBN 2-903297-38-X)
- Les Chiens du Bord du Monde, scénario de Patrick Cothias, Glénat, collection Grafica, 1994  (ISBN 2-7234-1580-5)
- Disparitions, scénario de Jacques Mazeau, Glénat, collection Investigations

1. Retour aux sources I, 2008  (ISBN 978-2-7234-6373-7)
4. Retour aux sources IV, 2010  (ISBN 978-2-7234-6604-2)
- Libre de choisir, scénario de Philippe Richelle, Casterman, 2011  (ISBN 978-2-203-02758-9)
- Malinche, scénario de Domnok, Paquet, 1999  (ISBN 2-940199-14-0)
- Marie Tempête, scénario de Patrick Cothias, Glénat, collection Vécu

1. La Fille de Ker-Avel, 1990  (ISBN 2-7234-1524-4)
2. La Fontaine aux faées, 1991  (ISBN 2-7234-1317-9)
3. Les Embuscades, 1992  (ISBN 2-7234-1427-2)
4. Le Secret d'Émilie, 1994  (ISBN 2-7234-1577-5)

- Opération Vent Printanier, scénario de Philippe Richelle, Casterman, collection Univers d'auteurs

1. Première partie, 2008  (ISBN 978-2-203-00754-3)
2. Deuxième partie, 2009  (ISBN 978-2-203-01692-7)

- Poème Rouge, scénario de Joëlle Savey, Glénat, collection La Loge noire

1. Eliska, 2002  (ISBN 2-7234-3537-7)[1]
2. Eleonora, 2003  (ISBN 2-7234-3828-7)
3. Eloa, 2005  (ISBN 2-7234-4486-4)

- Le Saumon, scénario de Patrick Cothias, Dargaud

1. Le Saumon, 1995  (ISBN 2-205-04287-4)
2. Dérives, 1996  (ISBN 2-205-04423-0)
3. Orage et désespoir, 1997  (ISBN 2-205-04570-9)[2]

- Secrets bancaires, scénario de Philippe Richelle, Glénat, collection Investigations

1. Les Associés, 2006  (ISBN 2-7234-5175-5)
2. Détournement de Fonds, 2006  (ISBN 2-7234-5257-3)
5. Au-dessus de tout soupçon, 2007  (ISBN 978-2-7234-5727-9)
6. L'affrontement, 2008  (ISBN 978-2-7234-5903-7)
- Sous la peau, le serpent, scénario de Domnok, Glénat, collection La Loge noire, 2004  (ISBN 2-7234-3775-2)[3]
- Les Tentations de Navarre, scénario de Patrick Cothias, Glénat, collection Vécu

1. Nostre Henric, 1999  (ISBN 2-7234-2554-1)
2. Le Roi lion, 1999  (ISBN 2-7234-2873-7)

- Le Triangle secret, scénario de Didier Convard, Glénat, collection Grafica (tome 1) puis La Loge noire

1. Le Testament du fou, dessins de Gilles Chaillet, Denis Falque, Pierre Wachs et Gine, 2000  (ISBN 2-7234-3018-9)
2. Le jeune Homme au suaire, dessins d'Éric Stalner, Denis Falque, Pierre Wachs et Gine, 2000  (ISBN 2-7234-3101-0)
3. De Cendre et d'or, dessins de Jean-Charles Kraehn, Denis Falque, Pierre Wachs et Gine, 2001  (ISBN 2-7234-3322-6)
4. L'Évangile oublié, dessins de Patrick Jusseaume, Denis Falque, Pierre Wachs et Gine, 2001  (ISBN 2-7234-3475-3)
5. L'infâme mensonge, dessins d'André Juillard, Denis Falque, Pierre Wachs et Gine, 2002  (ISBN 2-7234-3498-2)
6. La Parole perdue, dessins de Denis Falque, Pierre Wachs et Gine, 2002  (ISBN 2-7234-3735-3)
7. L'Imposteur, dessins de Denis Falque, Pierre Wachs et Gine, 2003  (ISBN 2-7234-3829-5)

- Hertz, scénario de Didier Convard, Glénat, collection La Loge noire

2. Montespa, 2009  (ISBN 978-2-7234-6731-5)
- INRI, scénario de Didier Convard, dessins de Denis Falque et Pierre Wachs, collection La Loge noire

1. Le Suaire, 2004  (ISBN 2-7234-4431-7)
2. La Liste rouge, 2005  (ISBN 2-7234-4718-9)
3. Le Tombeau d'Orient, 2006  (ISBN 2-7234-5075-9)
4. Résurrection, 2007  (ISBN 978-2-7234-5463-6)

- Les Mystères de la Troisième République, scénario Philippe Richelle, couleurs Claudia Boccato, Glénat coll Grafica

1. Les Démons des années 30, 2013 (DL 05/2013)  (ISBN 978-2-344-01550-6)
2. Le Tueur dévot, 2013 (DL 09/2013)  (ISBN 978-2-7234-9559-2)
3. Complot fasciste, 2014 (DL 09/2014)  (ISBN 978-2-344-00064-9)
4. Le Sang d'un ami, 2016 (DL 05/2016)  (ISBN 978-2-344-00390-9)
5. Mort d'un collabo, 2017 (DL 06/2017)  (ISBN 978-2-344-00866-9)

- Les Guerriers de Dieu, scénario Philippe Richelle, couleurs Dominique Osuch, Glénat coll Grafica

1. La Chasse aux hérétiques, 2017 (DL 03/2017)  (ISBN 978-2-344-01331-1)
2. Les Pendus d'Amboise, 2017 (DL 05/2017)  (ISBN 978-2-344-01785-2)
3. Les Martyrs de Wassy, 2018 (DL 03/2018)  (ISBN 978-2-344-02284-9)